# Linda R. Watkins
Linda R. Watkins (1954) es una bioquímica y fisióloga estadounidense, descubridora de las células gliales como claves en el tratamiento neuronal del dolor.

## Biografía
Nace en Norfolk, Virginia (Estados Unidos). Estudia en la Universidad de Virginia, licenciándose en 1976, y doctorándose posteriormente en el Colegio Médico de Virginia (1980). Ha trabajado en numerosos centros como la Universidad de California en Davis y desde 1988 es profesora de la Universidad de Colorado en Boulder, en el departamento de Psicología y Neurociencia.
Watkins es miembro de numerosas sociedades científicas como la Sociedad Internacional para el Estudio del Dolor, la Sociedad de Neurociencia o la Sociedad Americana del Dolor. También es miembro de distintos consejos de redacción de revistas científicas internacionales.

## Investigación científica
Las investigaciones llevadas a cabo por Linda R. Watkins sobre la base neuronal del dolor, la llevaron a descubrir que las células nerviosas gliales también eran agentes encargados de transmitir la sensación de dolor, tanto patológico como el que se produce después de una lesión nerviosa. Esta nueva vía abrió nuevas dianas para tratamientos analgésicos exclusivamente sobre neuronas.. Sus investigaciones han sido fundamentales en el estudio de las causas por las que algunos tratamientos analgésicos actuales, actuando exclusivamente sobre la neuronas, no consiguen atenuar con éxito el dolor. 
Asimismo, sus trabajos han determinado cómo todas las clases de analgésicos opioides activan las células gliales haciendo que liberen sustancias neuroestimulantes, que suprimen los efectos calmantes de este tipo de fármacos y desarrollen la tolerancia a los mismos, la dependencia e incluso la depresión respiratoria. Linda Watkins ha descubierto que estos efectos no se producen a través de los receptores opioides clásicos sino a través de un receptor distinto, denominado TLR4, que resulta clave en la activación glial, lo que constituye una nueva diana farmacológica.